# 2011年定期國會法令
《2011年定期國會法》（英語：Fixed-term Parliament Act 2011），即《定期國會法》（Fixed-term Parliament Act，簡稱），是英國下議院於2011年所制定規範本身解散、選舉日及屆期之法律。

## 概要
以往英國憲政慣例，當首相提請解散國會時，英王有三種情形下可以拒絕：
1. 現有議會仍至關重要，可行，有能力完成工作。
2. 大選將對國民經濟造成不利影響。
3. 可藉找下一位首相，能在合理期限內以下議院的足夠多數讓政府持續下去。

此因1950年英國大選後，最大黨工黨在下議院席次47.7％、未過半數，避免少數政府為取得執政多數而短期內解散國會造成動盪，時任國王喬治六世私人秘書艾倫·拉塞爾斯爵士化名「耆老」（Senex）投書《泰晤士報》表達英王方面觀點，人稱「拉塞爾斯原則」。
然而《2011年定期國會法》規定國會於選舉前17個工作日解散，形同英國君主失去解散國會權力。儘管如此，2015年大選、2017年改選，時任首相的戴维·卡梅伦、文翠珊仍覲見英王提請解散國會。相对地，首相也失去动用皇家特权解散国会提前改选（snap election）的权力；但如果下议院以三分之二的绝对多数票同意，该法允许解散国会提前大选（early general election）。過去在西敏制中，首相可以獨自決定是否解散國會，以及何時做；宣布解散之前，並不需要國會的同意。
另外，《2011年定期國會法》不僅將國會屆期、選舉日固定法制化，還導入類似建設性不信任投票設計。
約翰遜執政初期，保守黨由於補選落敗而失去議會多數，為了尋求解決脫歐僵局，約翰遜多次想解散國會大選但受制法案的高門檻(工黨反對)，於是繞過本法直接提出一個簡單多數就能通過的提前大選法案《2019年提前國會大選法令》，得到了自由民主黨及蘇格蘭民族黨的支持，有足夠票數通過，工黨眼見解散已成定局，最後同意支持提前大選的法案。在選舉期間，保守黨以廢止本法作為政綱之一，最後保守黨勝出大選。
2020年12月1日，保守黨政府宣佈進行立法程序，廢止英國定期國會法，以回到以前由首相決定解散的新法案取代，新法案於2021年5月首讀，2022年3月24日經女皇御准通過生效，稱為《2022年解散與召集國會法令》（Dissolution and Calling of Parliament Act 2022）。

## 條文重點
- 該法通過後，下次選舉投票日為2015年5月7日，隨後每次大選於第五個日曆年度的五月第一個星期四舉行，即國會屆期五年。若在原定大選年時，於五月第一個星期四之前解散國會改選，下次大選則變成第四個日曆年度舉行[5][6]。
- 首相可發布命令推遲選舉日，但須提案經國會兩院通過且不得超過兩個月。
- 國會於選前17個工作日解散，不得另行解散。
- 兩種情況下，提前解散國會改選：
  1. 下議院全體議員（含缺額）三分之二通過改選動議。
  2. 下議院通過不信任動議，且未於14日內通過信任動議組成新政府。
- 蘇格蘭議會、威爾斯議會選舉不得與國會大選同一天舉行。
- 首相應於2020年6月1日至11月30日內，成立以下議院議員為主的委員會檢討該法施行情形，並據調查結果酌情提出廢除或修改之建議。

## 外部連結
- Official text of the act, as enacted （页面存档备份，存于）